# Ochilview Park
Ochilview Park är en fotbollsarena i den skotska staden Stenhousemuir i kommunen (benämnt council area) Falkirk. Fotbollsarenan är också hemmaarena för fotbollslaget som bär samma namn, Stenhousemuir FC, som staden. Laget delade dock arenan med de lokala rivalerna East Stirlingshire FC mellan 2008 och 2018. Arenan kan rymma en publikmängd på 3 746 personer, varav 626 stycken på sittplats. Sedan arenan byggts färdigt 1890 har den varit hem åt Stenhousemuir. Även två lag från närliggande städer, Stirling Albion FC och Falkirk FC, har haft den som hemmaarena medan deras egna arenor har byggts upp. Publikrekordet på arenan sattes i en kvartsfinal i Scottish Cup mot East Fife i mars 1950, då 12 500 personer kom.

## Historia
Stenhousemuir FC grundades 1884 genom en utbrytning ur det lokala laget Heather Rangers och spelade till en början på två andra arenor, nämligen Tryst Park och Goschen Park, innan laget 1890 flyttade till Ochilview. Arenans namn kommer sig av att de närliggande kullarna Ochil Hills syns från arenan. Efter en läktarbrand byggdes 1928 en ny huvudläktare med sittplats för 310 personer. Under tiden läktaren byggdes upptäcktes det att arkitekten inte hade planerat för åtkomsten till sittplatserna, vilket ledde till att två externa trappor fick byggas till senare.
Det officiella publikrekordet på arenan noterades den 11 mars 1950 då 12 500 personer kom till en kvartsfinal mellan Stenhousemuir och East Fife i turneringen Scottish Cup. Året efter blev Ochilview Park den första arenan någonsin i Skottland där det spelades en match med modern strålkastarbelysning, vilket skedde under en träningsmatch mellan Stenhousemuir och Hibernian FC den 7 november 1951.
1994 övervägde Stenhousemuir en flytt då de hade ett erbjudande om att sälja Ochilview till en stormarknadskedja, men det blev inte av och istället valde man att behålla och renovera Ochilview Park. Efter säsongen 1994-1995 byggdes en ny sittplatsläktare med 626 platser på Ochilviews södra sida som fick namnet "Norway Stand", på grund av ett sponsoravtal med Stenhousemuirs norska supporterförening. Den nya läktaren är numera den enda läktaren med sittplatser, då den gamla läktaren mittemot revs i april 1999 eftersom den inte uppfyllde gällande säkerhetskrav. Den norra sidan av arenan används numera till parkering.

## Spelunderlag
Bortsett från det nya huvudläktaren är endast en sida av marken vanligtvis användbar för åskådare. Detta är terrassen vid Tryst Road-änden (väst). Under säsong 2004-2005 installerades ett nytt tak här, konstruerat av klubbens frivilliga. Den tidigare gräsbanken i östra änden av Ochilview avlägsnades för några år sedan, och området har sedan dess blivit utplattat och ersatt med konstgjort gräs. Ochilview har en FIFA-godkänd tvåstjärnig syntetisk yta. Ochilview Park är en av endast fyra arenor i det skotska ligasystemet som har konstgräs. De andra är Recreation Park; Alloa, Links Park (Montrose FC) och Excelsior Stadium (Airdrie United FC). 

## Bildgalleri

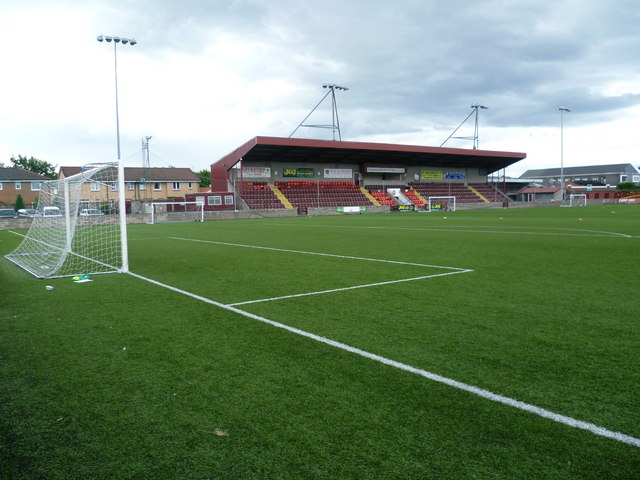
Fotbollsplanen med den nya läktaren, benämnd "Norgeläktaren" i bakgrunden.
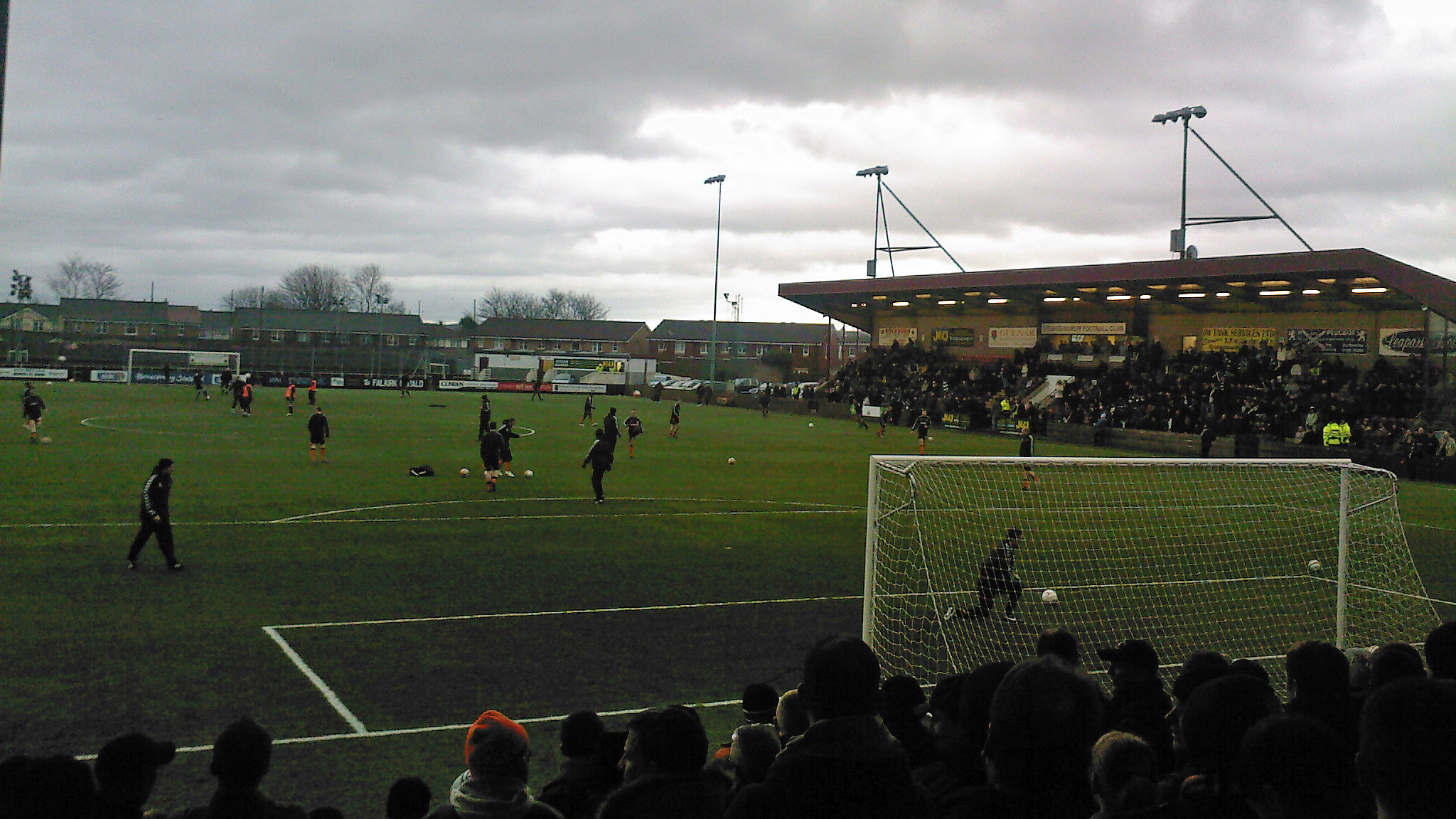
Den östra änden av Ochilview Park med en mycket outvecklad del med grästerrasser. Fotot taget den 30 oktober 1982 i samband med en match mellan Stenhousemuir och Meadowbank Thistle (nu Livingston). Meadowbank vann med 2-1.
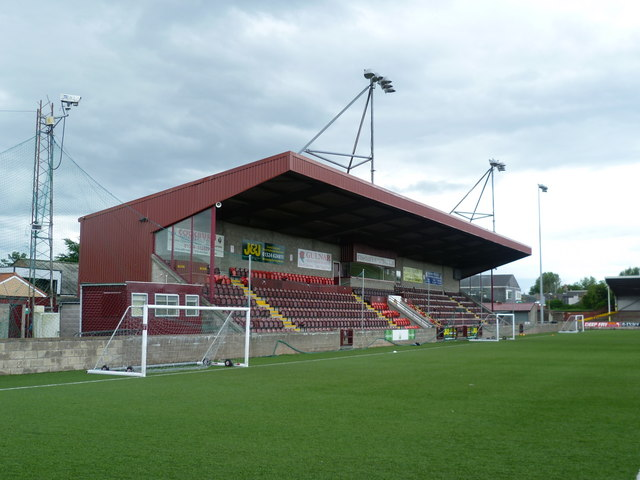
På den södra sidan av Ochilview Park finns Norway Stand ("Norgeläktaren").